# Gorodiszcze (rejon bajkałowski)
Gorodiszcze (ros. Городище) – wieś (sieło) w Rosji, w obwodzie swierdłowskim, w rejonie bajkałowskim. W 2021 liczyła 634 mieszkańców.